# 간레이
간레이(일본어: 管領 칸레이[*])는 일본 무로마치 막부에서 쇼군의 다음 가는 직위로 쇼군을 보좌하며 막부의 정치를 통솔하는 역직이다.
무로마치 막부의 쇼군 아시카가 씨(足利氏)의 일문인 시바(斯波)·호소카와(細川)·하타케야마(畠山) 세 가문이 교대로 취임하였기 때문에 산칸레이(三管領)·산칸(三管)·산쇼쿠(三職)등으로 불렸으며, 여기에 사무라이도코로(侍所)의 장관인 도닌(頭人, 또는 쇼시(所司))에 임명되었던 아카마쓰(赤松)·잇시키(一色)·교고쿠(京極)·야마나(山名) 네 가문(시시키)을 아울러 산칸시쇼쿠(三管四職)라고 부르기도 한다.
또한, 가마쿠라 막부의 싯켄이 간레이라고 불리는 경우도 있다.

## 역사

### 집사에서 간레이로
초창기 무로마치 막부는 쇼군 아시카가 집안의 후다이(譜代) 게닌(家人) 즉 막부 수립 이전부터 아시카가 집안을 대대로 섬겨온 가신들을 중심으로 주종제라는 사적 지배 관계를 맺은 집사(執事)가 초대 쇼군 아시카가 타카우지(足利尊氏)를 보좌하는 한편으로, 타카우지의 동생인 아시카가 다다요시(足利直義)가 소송(訴訟) ・ 공권력적인 지배 관계를 담당하는 이원적인 체제를 이루고 있었고, 고노 모로나오(高師直) ・ 니키 요리아키(仁木頼章) ・ 호소카와 기요우지(細川清氏)가 차례로 집사로 임명되었다. 집사는 타카우지가 막부를 열게 되면서 중앙 정치의 요직으로 그 지위가 격상되었지만, 애초에 가마쿠라 막부의 일개 고케닌(御家人)이었던 아시카가 집안의 가재(家宰) 직책으로 고 씨(高氏) ・ 니키 씨(仁木氏) ・ 호소카와 씨(細川氏)는 가마쿠라 시대(鎌倉時代) 이래의 후다이 게닌이었다.
장원공령제(荘園公領制) 등 종래의 제도 ・ 질서의 유지나 공정성을 중시하는 아시카가 다다요시와, 휘하 무사의 권익을 옹호하고 확대하는 것으로 집사라는 지위, 나아가 그 후원인 쇼군의 권위 편성과 강화를 도모했던 고노 모로나오 사이의 대립으로 벌어진 간노의 소란(観応の擾乱)을 거쳐, 다다요시파는 퇴조하고, 2대 쇼군 아시카가 요시아키라(足利義詮)의 시대에는 재판 기관인 히키쓰케슈(引付衆)의 역할을 축소하여 집사의 권한을 강화하고, 일원화시키는 체제의 확립을 목표로 하였다.
쇼헤이(正平) 15년/엔분(延文) 5년(1360년) 집사 호소카와 기요우지는 전 집사 니키 요리아키의 동생인 니키 요시나가(仁木義長)를 세력 항쟁 끝에 쳐부수었는데, 이듬해에 그 기요우지가 사사키 도요(佐々木道誉)와의 확집으로 막부에서 쫓겨나게 되고 남조(南朝)에 항복하였다. 이러한 집사직을 둘러싼 권력 투쟁이 거듭되면서 한동안 쇼군에 의한 친재(親裁)가 이루어졌으나, 쇼헤이 17년/조지(貞治) 원년(1362년)에 겨우 13세의 시바 요시마사(斯波義将)가 집사로 임명되고, 아버지 시바 다카쓰네(斯波高経)가 후견이 되었다. 당초 다카쓰네가 취임되어야 할 자리였지만, 시바 씨(斯波氏)는 아시카가 일문이기는 해도 본가로부터 독립한 가마쿠라 막부의 고케닌 가격(家格)을 지닌 집안(즉 형식상으로는 아시카가 본가와 동격)이었기 때문에, 아시카가 집안의 게닌 위치의 직책인 집사의 자리에 앉는 것을 달가워하지 않았고, 거듭되는 취임 요청에 마지못해 응한 결과였다. 집사에서 간레이로의 제도 전환은 이 무렵의 일로 여겨진다. 간레이란 「천하를 관령(管領)한다」 같은 의미이다.
다만 이때의 간레이는 집사의 후견으로 설치된 임시적인 지위로, 시바 다카쓰네가 간레이, 요시마사가 집사로 각각 따로 임명되었고, 제도상으로는 의연히 집사가 쇼군의 보좌역이었다는 설도 있다. 실제로 호소카와 요리유키(細川頼之)가 간레이로 취임한 뒤에도 요리유키를 「집사」, 간토 간레이(関東管領, 옛 간토 집사) 우에스기 노리아키(上杉憲顕)를 「간레이」라고 칭한 서찰가 남아 있어, 간토에서 간토 집사→간토 간레이로의 변경이 무로마치 막부 중앙에서의 집사→간레이로의 변경보다도 앞섰을 가능성도 존재하고 있다.

### 호소카와 요리유키의 취임과 실각
쇼헤이 21년/조지 5년(1366년)에는 시바 다카쓰네 ・ 요시마사 부자가 사사키 도요 등과의 확집으로 실각하고(조지의 변) 다시금 쇼군의 친재 체제가 되었다. 쇼군 요시아키라가 쇼군의 친재권 강화를 위해 간레이(또는 집사)를 폐지하는 것을 의도했다는 견해가 있다. 그러나 이듬해 쇼군 요시아키라가 죽기 직전, 시코쿠(四国) 평정이나 호소카와 기요우지 토벌 등에서 활약한 호소카와 요리유키(細川頼之)가 교토로 불려와 간레이로 취임하였다. 요리유키는 어린 나이로 바쿠후의 3대 쇼군이 된 아시카가 요시미쓰(足利義満)를 보좌하는 동시에 막부 체제의 안정화에 힘썼다. 이 시기 기존의 이원 체제하에서 예전 아시카가 다다요시가 자신의 파벌로 장악하여 집사와 대립하는 관계가 되었던 히키쓰케토닌(引付頭人, 히키쓰케슈의 장관직)의 직권이 간레이로 흡수되어, 임무 시행을 명령하는 것도 쇼군을 대신하여(요시미쓰가 성인이 된 뒤에는 그의 의향을 받드는 형태로) 내는 등, 정무 일체를 통괄하게 되어, 히키쓰케슈 등의 업무도 만도코로로 이행되게 되었다.
이러한 흐름에 대해 일본 학계의 기존 통설은 '간레이의 권한 강화'로 다루어 왔다. 그런 한편으로 고노 모로나오 이래의 역대 집사는 과거 이원체제 하에서 아시카가 타카우지가 장악하고 있던 군사와 밀접하게 관련된 은상이나 기진에 관한 보좌(시행장 등의 봉서 발급)를 주로 하고 있었는데, 남조의 군사적 쇠퇴는 그 기회를 감소시켜서 그 지위의 약체화를 가져올 것이었다. 이러한 위기감 속에서 간레이가 다른 직급의 권한을 흡수하거나, 새로운 권한을 행사하는 방향으로 전개되었다는 측면도 있었다. 현존하는 여러 문서에 「간레이」라는 호칭이 정착된 것도 호소카와 요리유키의 시대 이후였다. 또한 쇼군 요시미쓰의 원복(元服)에서는 간레이이자 종4위하(従四位下) 무사시노카미(武蔵守)였던 호소카와 요리유키가 요시미쓰의 가관(加冠), 즉 에보시오야(烏帽子親)를 맡았던 점에서, 무로마치 막부의 쇼군이 원복을 치를 때는 간레이가 가관 역할을 맡고, 원복에 앞서 종4위하 무사시노카미로 임명(간레이로 임명되지 않은 경우라면 간레이로 임명)되는 관례가 성립되었다.
호소카와 요리유키는 이마가와 료슌(今川了俊)을 규슈 단다이(九州探題)로 임명하고, 규슈로 파견하여 남조 세력 소토를 추진하였으며, 요시노의 남조와는 강화 교섭을 행하면서 이것이 순조롭지 못하게 끝나자 구스노키 마사노리(楠木正儀)를 아군으로 끌어들여 남조를 공격, 남조의 저항은 거의 끊어지다시피 했다. 또한 오안 반제령(応安の半済令)을 내어 내란 중에 행해졌던 반제(半済)를 소유 영지의 절반으로 하는 것을 항구화하고 무사의 기득권을 인정하는 한편, 유력 장원영주(왕실, 셋칸케, 지샤)의 일원 지배지에 대해서는 제외하여 보호하는 것으로, 쌍방의 이해 관계 대립에 일정 부분 결착을 꾀하였다.
덴주(天授) 5년/고랴쿠(康暦) 원년(1379년) 호소카와 요리유키는 고랴쿠 정변(康暦の政変)으로 실각하고, 시바 요시마사가 다시금 간레이로 복귀하였다. 시바 씨와 호소카와 씨가 간레이로 취임했던 시대는 약 40년이었는데, 오에이(応永) 5년(1398년)에 하타케야마 모토쿠니(畠山基国)가 간레이가 된 뒤로는 시바 씨 ・ 호소카와 씨 ・ 하타케야마 씨의 세 집안(#산칸레이케)이 교대로 간레이로 임명되게 되었다. 또한 간레이는 퇴임한 뒤에도 쇼군으로부터 중요한 문제에 관한 자문을 받아 행하는 등, 막부 내에서도 중요한 위치에 있었다.

### 간레이 권력의 억제
4대 쇼군 아시카가 요시모치(足利義持) 이후, 바쿠후의 중요 안건 결정에 산칸시쇼쿠 가운데서 뽑힌 슈쿠로(宿老)들이 모여 회의하여 쇼군의 자문을 받아 행하거나, 쇼군이 숙로들에게 직접 자문하거나 하는 등의 형태가 되어 간레이의 권력은 저하되고 슈쿠로 회의 등의 바쿠후 효조(評定)의 주최자로써의 요소가 강해졌다. 또한 체면 유지에 수반되는 경제적 부담까지 지게 되곤 했기에 하타케야마 미쓰이에(畠山満家)나 시바 요시아쓰(斯波義淳) 등은 으레 사의를 표명하곤 했고, 쇼군이 이를 달래어 유보시키는 경우도 있었다.
6대 쇼군 아시카가 요시노리(足利義教)는 부교닌(奉行人) 제도나 쇼군 직속군인 부교추(奉公衆)을 강화하여 쇼군 친재를 추진하고 간레이에 의한 쇼무사타(所務沙汰)로부터의 배제를 도모하는 한편으로 요시노리 자신이 적극적으로 행한 군사 행동에 수반하여 대량으로 발생한 군세 독촉이나 전공 포상에 관한 명령을 쇼군의 미교쇼(御内書)와 병행하여 그 일부를 간레이 호쇼(管領奉書)로 대용하도록 하여, 군사적인 면에서는 간레이의 역할이 확대되는 모습을 보였다. 이는 간레이의 권한 강화를 의도한 것은 아니고, 반대로 쇼군에 의한 간레이 통제를 강화하고 동시에 군사 지휘를 보좌하는 역할을 맡김으로써 쇼군이 주도하는 정무를 확립하려는 의도가 있었던 것으로 여겨지고 있다. 또한 쇼군 요시노리나 8대 쇼군 아시카가 요시마사(足利義政)는 산칸레이 가운데 시바 씨나 하타케야마 씨의 가독 싸움에 개입하였으며, 이는 그 뒤 두 집안의 쇠퇴의 원인으로 이어졌다. 
가키쓰(嘉吉) 원년(1441년) 요시노리가 아카마쓰 미쓰스케(赤松満祐)에게 암살되고, 간레이 호소카와 모치유키(細川持之)는 곧장 슈고들을 소집하여 요시노리의 적남인 요시카쓰(義勝)를 7대 쇼군으로 옹립하고, 어린 요시카쓰를 대신하여 간레이가 주도하는 정치 체제를 정비하여 미쓰스케를 토벌하였다(가키쓰의 난). 이듬해 가키쓰 2년(1442년)에 모치유키가 간레이를 사임하여 하타케야마 모치쿠니(畠山持国)로 교대되고, 가키쓰 3년(1443년) 요시카쓰가 사망하고 동생 요시마사를 8대 쇼군으로 옹립하고부터 정치를 주도하였으나, 호소카와 가쓰모토(細川勝元)와 간레이를 교대하면서 슈고 집안의 집안 소동(お家騒動)들에 개입을 행하여 가쓰모토와 권력 투쟁을 벌인다. 이윽고 모치쿠니도 자신의 집안에서 집안 소동을 일으키면서 정적인 가쓰모토나 야마나 소젠(山名宗全)의 개입을 초래했고, 내몰리다시피 은거하게 되면서 실각하고 만다.

### 유명무실화 그리고 소멸
교토쿠(享徳) 원년(1452년)부터 모치쿠니와 교대한 가쓰모토가 간세이(寛正) 5년(1464년) 12년 동안 간레이로 재임하고 있었는데, 그 기간에 요시마사는 쇼군으로써 친정하고자 했고 자신의 측근인 이세 사다치카(伊勢貞親) ・ 기케이 신즈이(季瓊真蘂)를 등용, 간레이를 통하지 않는 명령 하달, 쇼군이 사다치카를 통해 소송 수락 및 재판을 행하는 등의 친정을 시도하였고, 부지행지 환부 정책(不知行地還付政策)이나 각지에서의 가독 다툼에 개입하여 슈고 권력을 억제하고자 하였다. 그러나 이러한 정책들은 슈고들의 반발을 불러왔고, 분쇼(文正) 원년(1466년) 가쓰모토 ・ 소젠 등이 일으킨 분쇼 정변(文正の政変)으로 사다치카 ・ 신즈이가 쫓겨나면서 요시마사의 친정은 좌절되었다. 
이듬해인 오닌(応仁) 원년(1467년)부터 시작된 이른바 오닌의 난(応仁の乱)에서 처음 간레이 시바 요시카네(斯波義廉)는 소젠이 거느린 서군(西軍)에 속하고 쇼군 요시마사 등은 가쓰모토가 거느린 동군(東軍)에 확보되어, 쇼군과 간레이가 쇼군과 간레이가 분열되는 사태가 벌어졌다. 간레이가 아니었던 가쓰모토는 간레이 호쇼 대신 자신이 발급한 문서로 군사 지휘를 행하게 되었고, 이러한 방법은 오닌 2년(1468년) 요시카네가 파면되고 가쓰모토가 간레이로 재임한 뒤에도 그대로 이어졌다. 이에 의해 간레이가 지니고 있던 군사적 권한을 실추시키는 결과가 되었을 뿐 아니라 훗날 교쇼 전제(京兆専制, 호소카와 정권)의 형성에도 영향을 주었다. 가쓰모토 사후 하타케야마 마사나가(畠山政長), 그리고 가쓰모토의 아들 호소카와 마사모토(細川政元)가 모치쿠니 ・ 가쓰모토의 시절과 마찬가지로 교대로 간레이로 재임하였으나, 마사나가는 사촌 형 하타케야마 요시나리(畠山義就) 토벌에 몰두하느라 거의 교토를 비운 상태였고, 마사모토도 단기간 재임과 사직을 반복하면서 막부 정치에 관여할 겨를이 없었다. 이에 간레이는 자연스레 유명무실화, 빈 껍데기뿐인 지위로 전락해갔다. 또한 오닌의 난이 바쿠후 의례의 일시적인 축소를 가져왔다는 점, 시바 집안와 하타케야마 집안의 분열 및 령국(領国)으로의 하향이나 호소카와 가쓰모토의 요절에 의한 어린 도슈(마사모토)의 출현 등으로 인한 적임자의 부재가 간레이의 불설치 ・ 비상설화를 촉진했다는 견해도 존재한다.
한편 요시마사도 아들 요시히사(義尚)에게 쇼군 지위를 넘겨준 뒤에 요시히사가 나이 어림을 이유로 구게(公家) 히노 가쓰미쓰(日野勝光, 히노 도미코의 오빠로 요시히사에게는 친외삼촌이다)에게 자신이나 요시히사를 대신해 고젠사타(御前沙汰)에 참가시키는 것으로 간레이의 직무였던 소송 수리 및 접수나 쇼군의 재허(裁許) 수속을 행하였고, 이후의 쇼군들도 효조슈(評定衆) ・ 모시쓰기슈(申次衆) ・ 나이단슈(内談衆)로 불리며 측근 집단과 마찬가지 역할(쇼군의 대리로써 고젠사타(御前沙汰)에 참가하여 그 내용을 쇼군에게 보고 ・ 재허를 얻었다)를 맡게 되었다.
오닌의 난 이후에는 쇼군의 권력도 시바 ・ 하타케야마 두 집안도 모두 쇠퇴하였고, 마사모토의 호소카와 집안이 간레이를 독점, 마사모토는 메이오(明応) 2년(1493년)의 메이오 정변(明応の政変)으로 쇼군을 폐립시키고 전제 권력을 확립하였다(교조 전제의 성립). 그러나 후계자 문제로 마사모토가 암살당하고(에이쇼 착란) 호소카와 집안은 분열되어 오랜 기간 항쟁을 벌이다 쇠퇴해 버렸고, 호소카와 집안의 가신(家臣)으로 실력자였던 미요시 나가요시(三好長慶)가 대두하게 되었다. 그리고 에이로쿠(永禄) 6년(1564년) 12월 호소카와 우지쓰나(細川氏綱)가 사망한 뒤 자연 소멸하는 형태로 폐절되게 된다(호소카와 정권). 그러나 이미 교로쿠(享禄) 4년(1531년) 호소카와 다카쿠니(細川高国)의 자결로 폐절되었다고 보는 설도 있다. 
기존 일본 학계의 통설은 모치쿠니 사후 하루모토(晴元) ・ 우지쓰나(氏綱)가 간레이로 취임하게 된 것이라고 하였으나, 두 사람이 호소카와 종가(宗家)에서의 가독 계승자였다는 점에서도 간레이직에 취임한 것은 후세에 편찬된 《중편(重編) 오닌키》(重編応仁記) ・ 《 아시카가 계세기.》(足利季世記) 등의 군키모노(軍記物)나 계보류 등에서만 보이는 기록으로 당대의 1차 사료에서는 이를 보여주는 기술은 없다. 때문에 하루모토 ・ 우지쓰나가 실제로 간레이로 취임했는지 의문시하는 설도 있다. 예를 들면 일본의 사학자 이마타니 아키라(今谷明)는 『신편 일본사 사전』(新編日本史辞典, 東京創元社, 1990年)에서 집필한 「무로마치 바쿠후 제직표(諸職表) 집사 ・ 간레이」(室町幕府諸職表 執事・管領)에서 호소카와 하루모토 ・ 우지쓰나의 간레이 임명을 사실로 다루지 않고 역대 간레이 연표에서 배제시켰다. 하마구치 세이지(浜口誠至)는 오닌의 난 이후에 간레이가 된 것은 하타케야마 마사나가 ・ 호소카와 마사모토 ・ 다카쿠니 이렇게 세 명뿐이고, 호소카와 게이쵸케(細川京兆家)의 도슈로써도 호소카와 스미유키(細川澄之) ・ 스미모토(澄元) ・ 다네쿠니(稙国) ・ 하루모토 ・ 우지쓰나 ・ 아키모토(昭元) 이렇게 여섯 명의 간레이 취임을 뒷받침할 사료는 없다고 보았다. 하마구치는 호소카와 마사모토 이후 간레이가 호소카와 씨에 의해 독점되고(동시에 간레이 직책도 호소카와 종가 가독과 일체화되었다) 호소카와 종가의 가독 계승자가 쇼군으로부터 우쿄다이후(右京大夫)로 임명되었다는 개별적인 사건들은 틀림없는 것이지만, 에도 시대에 편찬된 군키모노(軍記物)는 호소카와 종가의 가독 상속 ・ 우쿄다이후 임관 ・ 간레이 보임을 모두 하나의 사건으로 간주하였고, 센고쿠 시대 당대의 주요 사료에서는 확인할 수 없는, 「호소카와 종가의 가독을 계승한 도슈는 가독 계승과 함께 바로 간레이로 임명된다」(나아가 간레이가 센고쿠 시대에도 상설직이었다거나, 실제로는 간레이로 임명되지 않았던 호소카와 종가 도슈들도 모두 간레이에 재직하였다)라는 오해를 낳았다고 해설하고 있다. 그 배경으로 센고쿠 시대의 간레이는 정치적 권한을 지니지 않았고 쇼군의 겐푸쿠(元服) 등 중요한 의식 때에나 임명되는 임시 역직에 지나지 않았던 것이나, 호소카와 게이쵸케 도슈도 간레이의 지위에 있고 없고에 상관없이 쇼군의 옹립자이자 후견인으로써 쇼군의 임명권에 좌우되는 일 없이 정치적 권력을 행사하는 존재였다는 설도 나왔다.
한편 근년 일본 학계에서는 호소카와 하루모토와 우지쓰나의 싸움이 한창이던 덴분(天文) 15년(1546년)에 있었던 요시후지(義藤, 훗날의 요시테루)의 겐푸쿠나 쇼군 선하(宣下) 때에 요시후지의 에보시오야(烏帽子親) 역할을 행할 새로운 간레이가 임명되었을 가능성이 있지만, 이때 호소카와 하루모토 일파인 롯카쿠 사다요리(六角定頼), 그리고 호소카와 우지쓰나 일파의 유자 나가노리(遊佐長教) 이 두 사람이 에보시오야＝간레이 임명의 정치 공작에 나섰는데, 교전 중이던 이 두 사람이 겐푸쿠 의식에 참가하는 일은 불가능했기 때문에 롯카쿠 사다요리가 간레이다이(管領代) 즉 간레이 대행이 되어 에보시오야를 맡으면서 간레이가 임명된 적은 없었다는 설도 제기되어 있다.

## 집사 ・ 간레이 일람

### 집사
1. 고노 모로나오(高師直, 1336년 - 1349년)
2. 고노 모로요(高師世, 1349년)
3. 고노 모로나오(1349년 - 1351년)
4. 니키 요리아키라(仁木頼章, 1351년 - 1358년)
5. 호소카와 기요우지(細川清氏, 1358년 - 1361년)

### 간레이
1. 시바 요시마사(斯波義将, 1362년 - 1366년)
2. 호소카와 요리유키(細川頼之, 1367년 - 1379년)
3. 시바 요시마사(1379년 - 1391년)
4. 호소카와 요리모토(細川頼元, 1391년 - 1393년)
5. 시바 요시마사(1393년 - 1398년)
6. 하타케야마 모토쿠니(畠山基国, 1398년 - 1405년)
7. 시바 요시시게(斯波義重, 1405년 - 1409년)
8. 시바 요시마사(1409년)[17]
9. 시바 요시아키(斯波義淳, 1409년 - 1410년)
10. 하타케야마 미쓰이에(畠山満家, 1410년 - 1412년)
11. 호소카와 미쓰모토(細川満元, 1412년 - 1421년)
12. 하타케야마 미쓰이에(1421년 - 1429년)
13. 시바 요시아키(斯波義淳, 1429년 - 1432년)
14. 호소카와 모치유키(細川持之, 1432년 - 1442년)
15. 하타케야마 모치쿠니(畠山持国, 1442년 - 1445년)
16. 호소카와 가쓰모토(細川勝元, 1445년 - 1449년)
17. 하타케야마 모치쿠니(1449년 - 1452년)
18. 호소카와 가쓰모토(1452년 - 1464년)
19. 하타케야마 마사나가(畠山政長, 1464년 - 1467년)
20. 시바 요시카네(斯波義廉, 1467년 - 1468년)
21. 시바 요시카네(서군, 1468년 - 1477년)
22. 호소카와 가쓰모토(동군, 1468년 - 1473년)
23. 하타케야마 마사나가(동군, 1473년)
24. 하타케야마 마사나가(1477년 - 1486년)
25. 호소카와 마사모토(細川政元, 1486년)
26. 하타케야마 마사나가(1486년 - 1487년)
27. 호소카와 마사모토(1487년)
28. 호소카와 마사모토(1490년)
29. 호소카와 마사모토(1494년 - 1507년)
30. 호소카와 스미유키(細川澄之, 1507년)
31. 호소카와 스미모토(細川澄元, 1507년 - 1508년)
32. 호소카와 다카쿠니(細川高国, 아시카가 요시하루측, 1508년 - 1525년)

### 하마구치 세이지에 의한 무로마치 후기(오닌의 난) 이후의 간레이 재임
일본의 사학자 하마구치 세이지가 당시의 기록 ・ 일기류 등의 사료를 통해 확정되는 오닌의 난 이후의 간레이 재임 기간은 위에서 기술한 표와는 크게 차이가 있다. 참고 정도로 기재해 둔다.
- 시바 요시카네(斯波義廉)：분세이(文正) 2년(1467년) 1월 8일 - 오닌 2년(1468년) 7월 10일
- 호소카와 가쓰모토(細川勝元)：오닌 2년(1468년) 7월 10일 - 분메이(文明) 5년(1473년) 5월 11일. 여기까지는 통설대로이다.
- 하타케야마 마사나가(畠山政長)：분메이 5년(1473년) 12월 19일 - 12월 26일. 간레이 부재：6개월 동안, 아시카가 요시히사 겐푸쿠, 재임 이레만에 사임하였다.
- 하타케야마 마사나가(畠山政長)：분메이 9년(1477년) 12월 25일 - 18년(1486년) 7월 20일. 간레이 부재：4년 동안으로, 상설직으로써의 간레이는 이것이 마지막이다.
- 호소카와 마사모토(細川政元)：분메이 18년(1486년) 7월 20일 - 29일. 아시카가 요시히사의 다이쇼(大将) 취임에 배하하러 공봉(供奉)하였고, 재임 아흐레만에 사임하였다.
- 호소카와 마사모토：조교(長享) 원년(1487년) 8월 9일. 간레이 부재：1년간, 조쿄로 연호를 개원한 내용의 길서(吉書)에 처음 출석하였고 그날로 사임하였다.
- 호소카와 마사모토(細川政元)：엔토쿠(延徳) 2년(1490년) 7월 5일. 간레이 부재：2년 11개월. 아시카가 요시타네(足利義材)의 한하지메(判始)[주 3] ・ 효조하지메(評定始) ・ 고젠사타하지메(御前沙汰始)에 출석하였으며 그날로 사임하였다.
- 호소카와 마사모토：메이오 3년(1494년) 12월 27일. 간레이 부재：4년 6개월. 아시카가 요시토(足利義遐) 겐푸쿠를 맡았으며 그날로 사임하였다)
- 호소카와 다카쿠니(細川高国)：다이에이(大永) 원년(1521년) 11월 28일 - 12월 28일. 간레이 부재：26년 11개월. 아시카가 요시하루(足利義晴)의 겐푸쿠 ・ 한하지메 ・ 효조하지메 ・ 고젠사타하지메에 출석하였다. 재임 기간은 한 달이었으며, 무로마치 막부의 마지막 간레이였다.
- 롯카쿠 사다요리(六角定頼)：덴분(天文) 15년(1546년) 12월19일 - 12월 24일. 간레이 부재 25년째로 간레이 대행 임명, 아시카가 요시후지의 겐푸쿠 ・ 한하지메 ・ 효조하지메 ・ 고젠사타 하지메에 출석하였고, 재임 기간은 닷새이다.

## 산칸레이케
무로마치 3대 쇼군 요시미쓰가 정했다는 간레이직에 취임하는 세 집안을 산칸레이케(三管領家)라고 한다.
《남방기전》(南方紀伝)에 따르면, 오에이(応永) 5년(1398년) 쇼군 아시카가 요시미쓰는 조정의 고셋케 시치세이카(五摂家七清華), 즉 셋칸케와 세이카케를 모방하여 부케(武家)에도 「산쇼쿠시치토」(三職七頭)를 정하였다고 한다. 여기서 산쇼쿠(三職)는 아시카가 집안의 친족인 시바 씨(斯波氏) ・ 호소카와 씨(細川氏) ・ 하타케야마 씨(畠山氏)이고, 산칸레이(三管領, 집사 벳토執事別当)라고도 불렸다. 시치토(七頭)는 야마나 씨(山名氏) ・ 잇시키 씨(一色氏) ・ 도키 씨(土岐氏) ・ 아카마쓰 씨(赤松氏) ・ 교고쿠 씨(京極氏) ・ 우에스기 씨(上杉氏) ・ 이세 씨(伊勢氏) 등으로, 그 가운데 야마나 ・ 잇시키 ・ 아카마쓰 ・ 교고쿠 등을 교토부교(京都奉行, 사무라이도코로 벳토侍所別当)로 하여 시쇼쿠(四職)라 하였다. 주자(奏者)는 이세 사다유키(は伊勢貞行)로 하였다. 또한 다케다 씨(武田氏) ・ 오가사와라 씨(小笠原氏) 두 집안을 구바레이시키부교(弓馬礼式奉行)로 삼고, 기라 씨(吉良氏) ・ 이마가와 씨(今川氏) ・ 시부카와 씨(渋川氏) 등을 부토(武頭)로 삼았다고 한다.
산칸레이(三管領)에 속한 세 집안에는 적통인 종가와 서출인 분가가 있는데, 간레이를 대대로 맡은 것은 종가이고 각각의 적통 당주가 역대 통칭으로 삼은 관직의 당명(唐名, 중국풍 이름)을 바탕으로 「시바 부에이케」(斯波武衛家, 대대로 사효에노카미左兵衛督), 「호소카와 교소케」(細川京兆家, 대대로 우쿄다이후右京大夫), 「하타케야마 긴고케」(畠山金吾家, 대대로 사에몬노카미左衛門督)라고 불렸고, 각각 간레이(시바, 호소카와, 하타케야마) 집안 또는 (시바, 호소카와, 하타케야마) 간레이케(管領家)라고도 불렸다.
산칸레이에 속한 세 집안은 이후 각각 분열되어 센고쿠 시대(戦国時代)의 치열한 항쟁을 거치며 아즈치 모모야마 시대(安土桃山時代)까지 살아남았다. 각각 남은 당주는 호소카와 아키모토(細川昭元) ・ 하타케야마 아키타카(畠山昭高) ・ 시바 요시카네(斯波義銀)는 오다 노부나가의 친족과 연조를 맺어 노부나가의 의형제 또는 준의형제가 되는 것으로 정치적으로도 중요도를 회복했다. 훗날 도요토미 정권으로 이행한 뒤에도 고귀한 집안의 먼 후손으로써 후대받게 된다.
에도 시대(江戸時代)에는 고게(高家)로써 에도 막부(江戸幕府)에 출사하거나, 다이묘 집안의 가로직으로써 지방으로 내려가는 등 각각 독자적인 운명을 택했다.

### 내용주
1. ↑  「応安元年四月十日付春屋妙葩書状」(『南北朝遺文 関東編』3465号). 한편 편지의 발신인인 승려 슌오쿠 묘하(春屋妙葩)는 쇼군 요시미쓰에 가까워 훗날 초대 승록(僧録)으로 임명되었고, 편지를 받는 상대로 '스루가 뉴도'(駿河入道)라 불린 니카이도 유키하루(二階堂行春)는 가마쿠라 부(鎌倉府)의 요직인 만도코로 집사(政所執事)를 맡는 등 가마쿠라 부의 중진으로, 서찰의 내용도 간레이(우에스기 노리아키)가 행해야 할 시행장(施行状) 발급 업무를 중앙의 집사(호소카와 요리유키)가 대행하고 있는 '월권 행위'에 관한 것이다.
2. ↑  고젠사타에서 소송의 수리와 접수를 담당하는 직책인 구바리부교(賦奉行)는 간레이의 피관(被官)이 임명되었고, 실질적으로는 간레이의 직무였다. 요시마사는 쇼군으로 재임하고 있었을 때부터 구바리(賦)를 구바리부교 대신 바쿠후의 부교닌에게 맡기는 등 고젠사타에 있어서 간레이의 영향력을 줄이려 애썼다.
3. ↑  일본에서 무로마치 시대에 쇼군이 취임하여 처음으로 고한미교쇼(일본어: 御判御教書)에 화압(花押, 수결)을 써 넣는 의식을 가리킨다. 이후 에도 시대에는 바쿠후의 연중행사 가운데 하나가 되어, 정월 초사흘에 영중에서 가중(老中) 가운데 수석부터 순서대로 화압을 써넣음으로써 그 한 해의 정무가 시작되었음을 알리는 의식이 되었다.[19]